# Chrysoprasis icuara
Chrysoprasis icuara là một loài bọ cánh cứng trong họ Cerambycidae.